# Saint-Étienne-sur-Usson
Pour les articles homonymes, voir Saint-Étienne (homonymie).
Saint-Étienne-sur-Usson est une commune française, située dans le département du Puy-de-Dôme en région Auvergne-Rhône-Alpes.

## Géographie

### Localisation

#### Lieux-dits et écarts
La Forie, Genestine, Pouchon, Chauvaye, Berme, Chabanol, la Bessède, le Gilleran, Dijoly, Chabreyras, Mitadeyre, Tigoulin.

#### Communes limitrophes
Ses communes limitrophes sont Bansat, Chaméane, Saint-Jean-en-Val, Saint-Quentin-sur-Sauxillanges, Sauxillanges et Vernet-la-Varenne.

### Climat
Pour des articles plus généraux, voir Climat d'Auvergne-Rhône-Alpes et Climat du Puy-de-Dôme.
En 2010, le climat de la commune est de type climat des marges montargnardes, selon une étude du Centre national de la recherche scientifique s'appuyant sur une série de données couvrant la période 1971-2000. En 2020, Météo-France publie une typologie des climats de la France métropolitaine dans laquelle la commune est exposée à un climat de montagne ou de marges de montagne et est dans la région climatique  Nord-est du Massif Central, caractérisée par une pluviométrie annuelle de 800 à 1 200 mm, bien répartie dans l’année. 
Pour la période 1971-2000, la température annuelle moyenne est de 9,3 °C, avec une amplitude thermique annuelle de 15,7 °C. Le cumul annuel moyen de précipitations est de 768 mm, avec 8,5 jours de précipitations en janvier et 7,5 jours en juillet. Pour la période 1991-2020, la température moyenne annuelle observée sur la station météorologique de Météo-France la plus proche, « Saint-Germain-L Herm », sur la commune de Saint-Germain-l'Herm à 11 km à vol d'oiseau, est de 8,0 °C et le cumul annuel moyen de précipitations est de 1 067,3 mm,. Pour l'avenir, les paramètres climatiques de la commune estimés pour 2050 selon différents scénarios d'émission de gaz à effet de serre sont consultables sur un site dédié publié par Météo-France en novembre 2022.

## Urbanisme

### Typologie
Au 1er janvier 2024, Saint-Étienne-sur-Usson est catégorisée commune rurale à habitat dispersé, selon la nouvelle grille communale de densité à sept niveaux définie par l'Insee en 2022.
Elle est située hors unité urbaine. Par ailleurs la commune fait partie de l'aire d'attraction d'Issoire, dont elle est une commune de la couronne,. Cette aire, qui regroupe 53 communes, est catégorisée dans les aires de moins de 50 000 habitants,.

### Occupation des sols
L'occupation des sols de la commune, telle qu'elle ressort de la base de données européenne d’occupation biophysique des sols Corine Land Cover (CLC), est marquée par l'importance des forêts et milieux semi-naturels (55 % en 2018), en diminution par rapport à 1990 (59,6 %). La répartition détaillée en 2018 est la suivante : 
forêts (55 %), prairies (24,8 %), zones agricoles hétérogènes (20,3 %). L'évolution de l’occupation des sols de la commune et de ses infrastructures peut être observée sur les différentes représentations cartographiques du territoire : la carte de Cassini (XVIIIe siècle), la carte d'état-major (1820-1866) et les cartes ou photos aériennes de l'IGN pour la période actuelle (1950 à aujourd'hui).

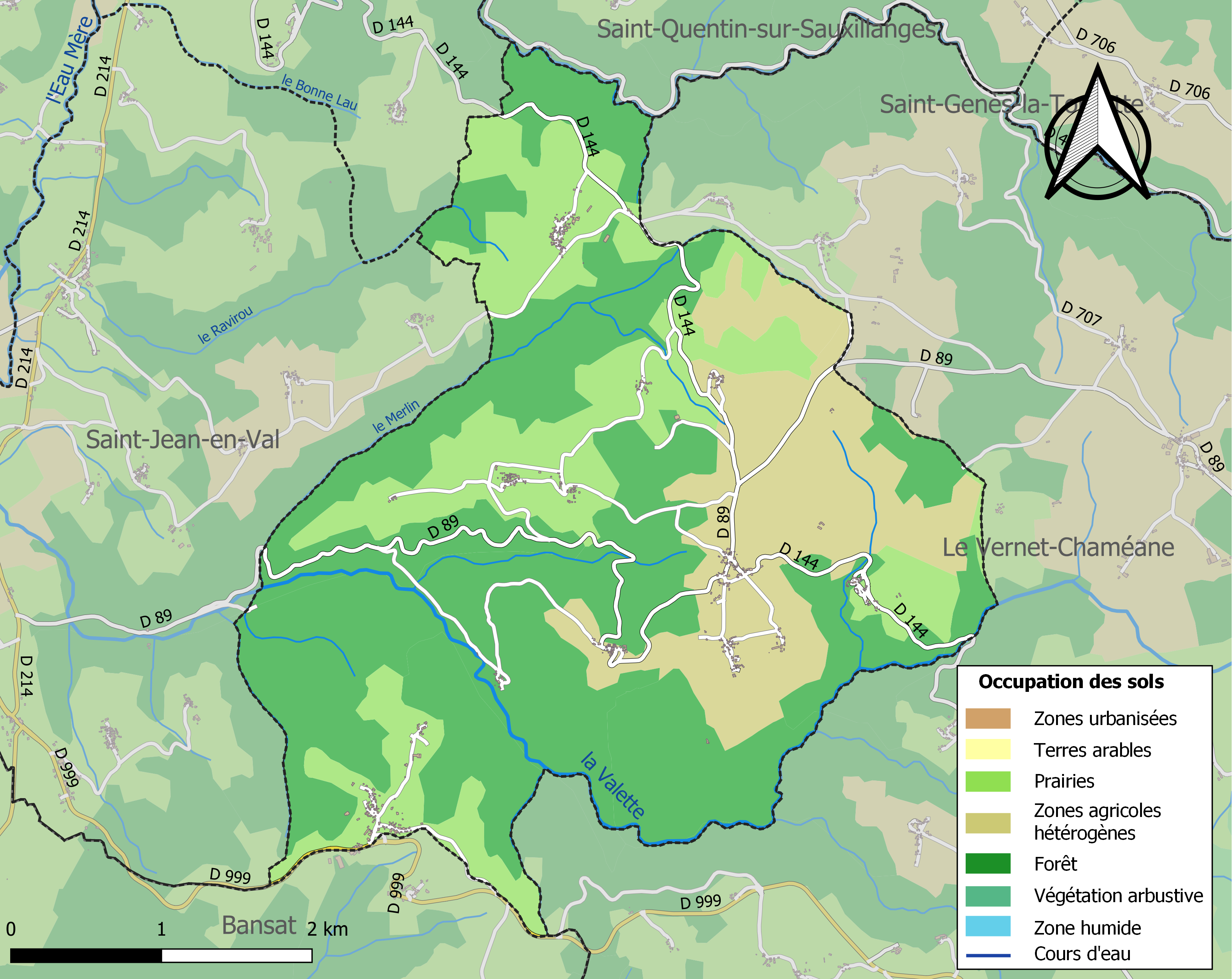
Carte des infrastructures et de l'occupation des sols de la commune en 2018 (CLC).

## Histoire
Au cours de la période révolutionnaire de la Convention nationale (1792-1795), la commune a porté le nom de Puy-Chalin.

## Politique et administration
| Période                                  | Période                        | Identité           | Étiquette | Qualité                |
| ---------------------------------------- | ------------------------------ | ------------------ | --------- | ---------------------- |
| Les données manquantes sont à compléter. |                                |                    |           |                        |
| avant 1995                               | ?                              | Jean Rigoulet      | PS        |                        |
| mars 2001                                | mai 2005                       | Serge Coudeyras    |           |                        |
| juin 2005                                | mars 2008                      | Philippe Chevrette |           |                        |
| mars 2008                                | En cours (au 7 septembre 2020) | Lionel Chanimbaud, |           | Conducteur d'engin BTP |

## Population et société

### Démographie
L'évolution du nombre d'habitants est connue à travers les recensements de la population effectués dans la commune depuis 1793. Pour les communes de moins de 10 000 habitants, une enquête de recensement portant sur toute la population est réalisée tous les cinq ans, les populations de référence des années intermédiaires étant quant à elles estimées par interpolation ou extrapolation. Pour la commune, le premier recensement exhaustif entrant dans le cadre du nouveau dispositif a été réalisé en 2004.

En 2022, la commune comptait 256 habitants, en évolution de −9,86 % par rapport à 2016 (Puy-de-Dôme : +2,1 %, France hors Mayotte : +2,11 %).
| 1793 | 1800 | 1806 | 1821 | 1831  | 1836  | 1841  | 1846  | 1851  |
| ---- | ---- | ---- | ---- | ----- | ----- | ----- | ----- | ----- |
| 918  | 921  | 982  | 977  | 1 124 | 1 185 | 1 143 | 1 183 | 1 192 |

| 1856  | 1861  | 1866  | 1872  | 1876  | 1881  | 1886  | 1891  | 1896 |
| ----- | ----- | ----- | ----- | ----- | ----- | ----- | ----- | ---- |
| 1 118 | 1 098 | 1 116 | 1 075 | 1 033 | 1 090 | 1 099 | 1 056 | 943  |

| 1901 | 1906 | 1911 | 1921 | 1926 | 1931 | 1936 | 1946 | 1954 |
| ---- | ---- | ---- | ---- | ---- | ---- | ---- | ---- | ---- |
| 919  | 844  | 809  | 702  | 664  | 652  | 612  | 419  | 317  |

| 1962 | 1968 | 1975 | 1982 | 1990 | 1999 | 2004 | 2006 | 2009 |
| ---- | ---- | ---- | ---- | ---- | ---- | ---- | ---- | ---- |
| 321  | 271  | 218  | 237  | 232  | 228  | 242  | 247  | 258  |

| 2014 | 2019 | 2022 | - | - | - | - | - | - |
| ---- | ---- | ---- | - | - | - | - | - | - |
| 284  | 259  | 256  | - | - | - | - | - | - |

## Culture locale et patrimoine

### Lieux et monuments
Le château de la Forie (XVe, XVIIIe et XIXe siècles).

### Patrimoine naturel
La commune de Saint-Étienne-sur-Usson est adhérente du parc naturel régional Livradois-Forez.

### Cinéma
La commune a été rendue célèbre par le tournage du film documentaire Être et avoir de Nicolas Philibert (2002), consacré à son école primaire, constituée d'une classe unique, et à son instituteur Georges Lopez.